# حریف دل
حریف دل فیلمی به کارگردانی و نویسندگی رضا گنجی ساختهٔ سال ۱۳۷۵ است.

## خلاصه داستان
سعید که در سال آخر دبیرستان تحصیل می‌کند، بدون اطلاع مادر و پدربزرگش، به ورزش کشتی می‌پردازد و به زودی استعدادش مورد توجه مربیان قرار می‌گیرد. پدربزرگ سعید که خود از پیشکسوتان ورزش است، زودتر از مادر سعید، موضوع را می‌فهمد و شادی خود را پنهان می‌کند، ولی از شنیدن خبر کشتی‌گیرشدن سعید، ناراحت می‌شود و این ناراحتی زمانی به اوج می‌رسد که می‌فهمد مربی سعید، جوکار ـ رقیب شوهرش که در یک مسابقه کشتی، سهواً باعث مرگ پدر سعید شده است اصرار سعید و پدربزرگش سبب می‌شود مادر، کشتی‌گرفتن سعید را بپذیرد. سعید از طرف باشگاهش در مسابقات انتخاب کشتی‌گیران برای حضور در تیم ملی، شرکت می‌کند و با زحمت فراوان، موفق می‌شود به مسابقه نهایی راه یابد اما روز مسابقه نهایی مصادف می‌شود با روز کنکور ورودی دانشگاه‌ها و به اصرار مادر سعید بدون توجه به مسابقه‌ای که در پیش دارد، در کنکور شرکت می‌کند. رقیب سعید که به او و پدربزرگ پیشکسوتش ارادت خاصی دارد، با اصرار خود و وساطت دست‌اندرکاران سازمان تربیت بدنی، زمان کشتی را عقب می‌اندازد. مربی سعید و همکاران او، خوشحال از موقعیت به دست آمده، به دنبال سعید می‌روند و بعد از امتحان کنکور، برای مسابقه آماده‌اش می‌کنند. سعید در یک رقابت تنگاتنگ رقیب خود را شکست می‌دهد و به عنوان نفر اول، راهی تیم ملی می‌شود. پدربزرگ سعید، از اینکه نوه‌اش از پای آسیب‌دیده حریف به عنوان پل پیروزی خود استفاده نکرده، شاد است.

## بازیگران
- جمشید مشایخی
- فاطمه گودرزی
- شاهد احمدلو
- ثریا قاسمی
- فریبرز سمندرپور
- مهدی تارخ
- بهناز جعفری
- محسن قنبر
- بیتا بخشش
- زهرا جواهرچی
- رامین راستاد
- غلام شاه کرمی
- ستاره اسکندری
- رشید بهنام
- صدرالدین شجره